# Olympic Airlines
A Olympic Airlines (Ολυμπιακές Αερογραμμές - OA) foi a principal companhia aérea da Grécia, com sede em Atenas, a partir de onde operava a maioria dos seus voos regulares. A empresa cessou as suas operações em 29 de setembro de 2009, dando lugar desde 1 de outubro de 2009 à nova empresa sucessora, a Olympic Air. A nova empresa privada "Olympic Air" não está ligada à estrutura da antiga Olympic Airlines, mas continuará a utilizar o logótipo da Olympic Airlines, e é apontada como o sucessor tradicional e como "companhia de bandeira" da Grécia.

## História

### Início
A companhia foi criada em 1930 com o nome Icarus, no entanto faliu pouco tempo depois devido a graves problemas financeiros e ao limitado interesse por parte da Grécia na aviação comercial à época. Porém, mais tarde, foram criadas várias outras empresas estatais de aviação. Em 1951, existiam três companhias oficiais de aviação na Grécia que, devido a problemas financeiros, foram unidas numa só, a Hellenic National Airlines (T.A.E.). 

### Aristóteles Onassis
Em questão de alguns anos, a nova e única empresa voltou a ter problemas financeiros. Em 1956, o Governo grego fez um acordo com o magnata Aristóteles Onassis, para vender a empresa. Concluído o acordo em 1957, nasceu uma nova empresa: a Olympic Airways (Ολυμπιακή Αεροπορία).
A partir desse ponto, a empresa cresceu e expandiu-se no mundo inteiro como empresa privada. No entanto, em 1973, um incidente mudou o rumo da companhia aérea. Alexander Onassis, filho de Aristóteles, morreu em um acidente aéreo e Onassis, arrasado, decidiu vender todas as suas acções da companhia aérea ao Estado. 

### De volta ao Estado
Como empresa estatal, embora tenha crescido através da expansão da frota e da abertura de novas rotas pelo mundo, a empresa voltou aos resultados negativos, que foram acumulados ao longo das últimas décadas. A empresa sobreviveu com subsídios por parte do Estado grego, devido à sua importância para a Grécia e à imagem de sua marca. 
Nos últimos anos foram tomadas muitas iniciativas para tentar encaminhar a empresa para resultados positivos, mas todas falharam. A última, que visava à reestruturação, foi feita em 2003. A empresa decidiu juntar todas as suas companhias subsidiárias (Macedonian Airlines – empresa de voos charter, e Olympic Aviation – empresa de voos regionais e inter-ilhas) e voar com um único nome, pelo qual a empresa é hoje conhecida, Olympic Airlines. No entanto, este processo pouco mudou ou melhorou os resultados. Nem a mudança para o novo Aeroporto Internacional de Atenas (em 2001), nem os Jogos Olímpicos de Verão de 2004 ajudaram a melhorar a imagem da empresa. 
Uma tentativa de privatização em 2004 falhou e uma ajuda estatal de 500 milhões de euros foi declarada ilegal por parte da Comissão Europeia.

## Frota antes do encerramento

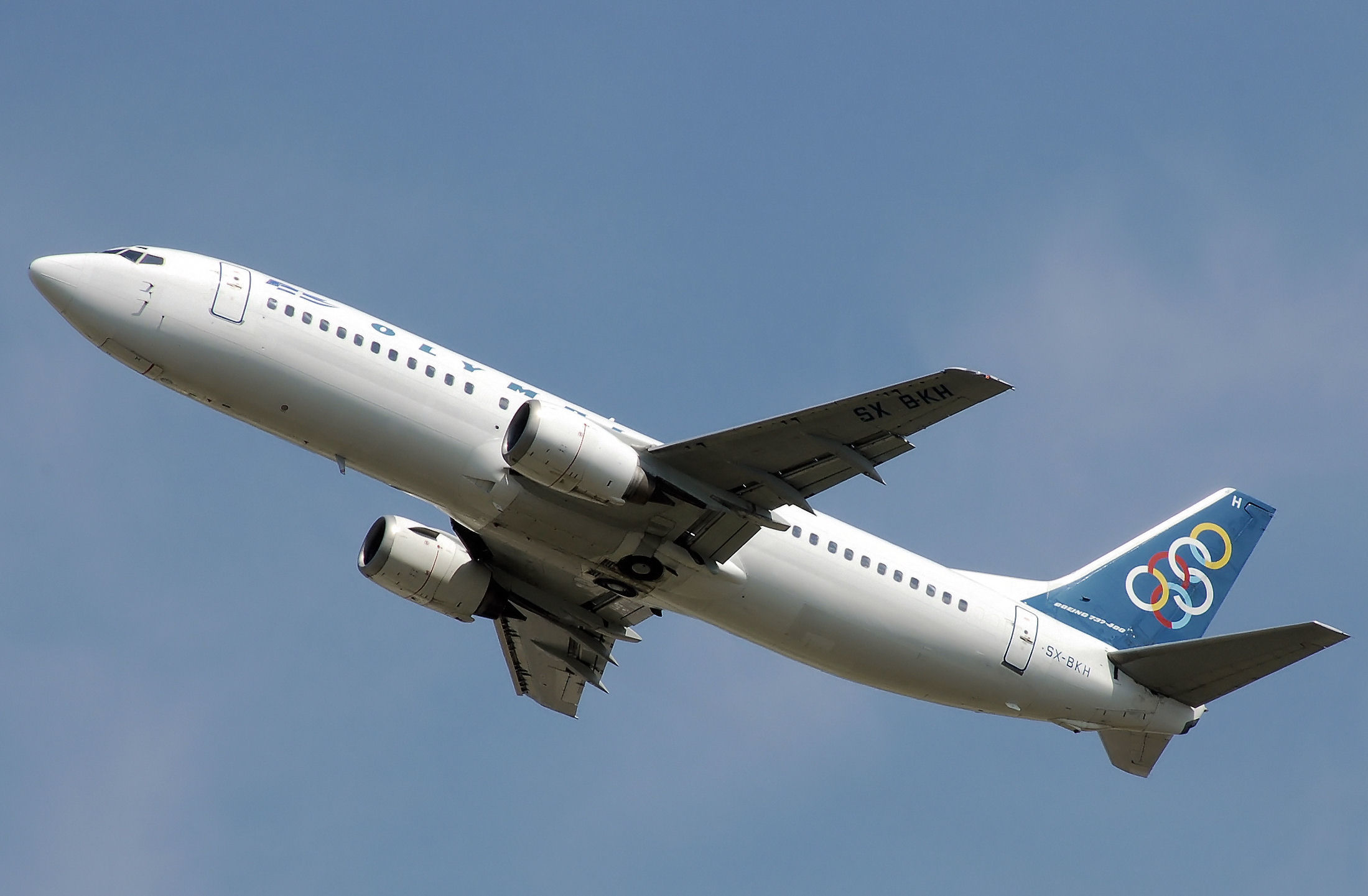
Boeing 737-400 da Olympic AIrlines em 2007.

- 4 Airbus A340-300;
- 15 Boeing 737-400;
- 4 Boeing 737-300;
- 7 ATR 72-200;
- 6 ATR 42-300;
- 4 Bombardier Dash 8-Q100;